# Hydroides arnoldi
Hydroides arnoldi är en ringmaskart som beskrevs av Augener 1918. Hydroides arnoldi ingår i släktet Hydroides och familjen Serpulidae. Inga underarter finns listade i Catalogue of Life.